# Cecidomyia reburrata
Cecidomyia reburrata är en tvåvingeart som beskrevs av Gagne 1978. Cecidomyia reburrata ingår i släktet Cecidomyia och familjen gallmyggor. Inga underarter finns listade i Catalogue of Life.